# Xanadu (bande originale)
Pour les articles homonymes, voir Xanadu.
Albums d'Olivia Newton-John
Totally Hot
(1979) Physical
(1981)
Albums d'Electric Light Orchestra
Discovery
(1979) Time
(1981)
Xanadu est la bande originale du film éponyme sortie en 1980. Composée  sur la face A de pièces d'Olivia Newton-John, alors que la face B est constituée de chansons du groupe Electric Light Orchestra.

## Titres
Toutes les chansons sont écrites et composées par John Farrar.
| 1. | Magic                            |               | 4:31 |
| 2. | Suddenly                         | Cliff Richard | 4:02 |
| 3. | Dancin'                          | The Tubes     | 5:17 |
| 4. | Suspended in Time                |               | 3:55 |
| 5. | Whenever You're Far Away from Me | Gene Kelly    | 4:22 |

Toutes les chansons sont écrites et composées par Jeff Lynne.
| 1. | I'm Alive          |                    | 3:46 |
| 2. | The Fall           |                    | 3:34 |
| 3. | Don't Walk Away    |                    | 4:48 |
| 4. | All Over the World |                    | 4:04 |
| 5. | Xanadu             | Olivia Newton-John | 3:28 |

## Electric Light Orchestra
- Jeff Lynne : chant, chœurs, guitares, synthétiseurs
- Richard Tandy : pianos, synthétiseurs, claviers
- Kelly Groucutt : basse, chœurs
- Bev Bevan : batterie, percussions, tympanon

## Personnel additionnel
- Olivia Newton-John : chant sur Xanadu
- Louis Clark : cordes

## Olivia Newton-John
- Olivia Newton-John – chant
- John Farrar – guitare électrique, synthétiseurs
- David Hungate – basse sur "Magic" et "Suspended in Time"
- David McDaniel – basse sur "Suddenly"
- Ed Greene – batterie, percussions (sauf sur "Magic")
- Carlos Vega – batterie, percussions sur "Magic"
- Jai Winding – piano électrique sur "Suddenly"
- Michael Boddicker – vocoder sur "Suddenly"

## Personnel additionnel
- Cliff Richard – chant sur "Suddenly"
- Fee Waybill – chant sur "Dancin'"
- Roger Steen – guitares sur "Dancin'"
- Bill Spooner – guitares sur "Dancin'"
- Michael Cotten – synthés sur "Dancin'"
- Gene Kelly – chant sur "Whenever You're Away from Me"
- Lou Halmy – sifflements sur "Whenever You're Away from Me"
- Cordes arrangées et dirigées par Richard Hewson